# روجر جونسون
روجر جونسون (بالإنجليزية: Roger Johnson)‏ (مواليد 28 أبريل 1983 في أشفورد - إنجلترا) لاعب كرة قدم إنجليزي يلعب حاليا لصالح نادي الدرجة الممتازة برمنغهام سيتي الإنجليزي منذ 2009 في مركز قلب الدفاع .

## روابط خارجية
- روجر جونسون على موقع قاعدة بيانات كرة القدم.إي يو (الإنجليزية)
- روجر جونسون على موقع Soccerbase.com (لاعب) (الإنجليزية)
- روجر جونسون على موقع Soccerway.com (الإنجليزية)
- روجر جونسون على موقع عالم كرة القدم.نت (الإنجليزية)
- روجر جونسون على موقع كووورة
- روجر جونسون على موقع AS.com (الإسبانية)